# Rosenbergia ehrmanae
Rosenbergia ehrmanae là một loài bọ cánh cứng trong họ Cerambycidae.